# Baccaurea dulcis
Baccaurea dulcis là một loài thực vật có hoa trong họ Diệp hạ châu. Loài này được (Jack) Müll.Arg. mô tả khoa học đầu tiên năm 1866.